# Bychlew
Bychlew is een plaats in het Poolse district  Pabianicki, woiwodschap Łódź. De plaats maakt deel uit van de gemeente Pabianice en telt 820 inwoners.